# Gouvernement Hernández Ros
 Région de Murcie
Gouvernement provisoire Collado I
Le gouvernement Hernández Ros est le gouvernement de la Région de Murcie entre le 16 juin 1983 et le 31 mars 1984, durant la Ire législature de l'Assemblée régionale de Murcie. Il est présidé par Andrés Hernández Ros.

## Historique
Une fois que le statut d'autonomie de la Région de Murcie a été approuvé, un gouvernement provisoire dirigé par le socialiste Andrés Hernández Ros est formé jusqu'à la tenue des élections régionales de 1983. Ces élections sont remportées par le PSOE qui dispose d'une majorité absolue de 26 sièges. Hernández Ros se soumet alors à l'investiture et forme son gouvernement.

## Composition

### Initiale
| Fonction                                                               | Titulaire | Titulaire                   | Parti |
| ---------------------------------------------------------------------- | --------- | --------------------------- | ----- |
| Président                                                              |           | Andrés Hernández Ros        | PSOE  |
| Vice-présidente Conseillère aux Relations autonomiques                 |           | María Antonia Martínez      | PSOE  |
| Conseiller à la Présidence                                             |           | José Plana Plana            | PSOE  |
| Conseiller à l'Économie, aux Finances et à l'Emploi                    |           | José Molina Molina          | PSOE  |
| Conseiller à l'Administration locale et à l'Intérieur                  |           | José López Fuentes          | PSOE  |
| Conseiller à la Politique et aux Infrastructures territoriales         |           | Juan José Parrilla Cánovas  | PSOE  |
| Conseiller à la Culture et à l'Éducation                               |           | Pedro Guerrero Ruiz         | PSOE  |
| Conseiller à l'Industrie, à la Technologie, au Commerce et au Tourisme |           | Enrique Escudero de Castro  | PSOE  |
| Conseiller à l'Agriculture, à l'Élevage et à la Pêche                  |           | José Luis Albacete Viudes   | PSOE  |
| Conseiller à la Santé, à la Consommation et aux Services sociaux       |           | José María Morales Meseguer | PSOE  |